# فرنسيسكو فرنانديز (رسام)
فرنسيسكو فرنانديز (بالإسبانية: Francisco Fernández)‏ هو رسام إسباني، ولد في 1606 في مدريد في إسبانيا، وتوفي بنفس المكان في 1646.